# Filmografia de James Franco

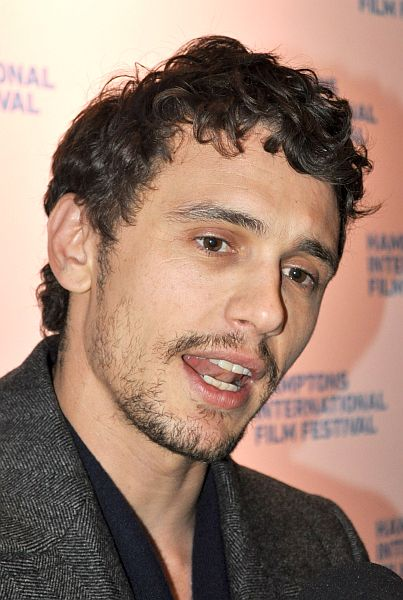
O ator James Franco em 2010.

James Franco é um ator, diretor, produtor e roteirista estadunidense cuja carreira artística teve início através de uma aparição na série televisiva Pacific Blue (1997). Franco teve sua estreia marcante na série de comédia dramática Freaks and Geeks (1999-2000). Após sua estreia nos cinemas com Never Been Kissed (1999), Franco recebeu um Globo de Ouro na categoria de Melhor Ator em Filme para Televisão por interpretar o personagem homônimo no telefilme James Dean. Em seguida, seu papel de destaque foi como o personagem de banda desenhada Harry Osborn em Spider-Man (2002), contracenando com Tobey Maguire e Kirsten Dunst. Em 2004 e 2007, respectivamente, retomaria seu papel nas sequências Spider-Man 2 e Spider-Man 3, pelo qual foi indicado ao Prêmio Saturno de Melhor Ator Coadjuvante. No entanto, sua única atuação em 2003 foi no filme The Company. Dois anos mais tarde teve sua estreia como diretor e roteirista, além de também atuar na comédia The Ape.
Após estrelar o drama histórico Tristan & Isolde (2006), Franco estrelou o aclamado e premiado drama de guerra Flyboys (2006). Dois anos mais tarde, o ator regressaria à comédia de ação em Pineapple Express e recebeu grande aclamação de crítica por sua interpretação do ativista Scott Smith em Milk, contracenando com Sean Penn. Pelo primeiro destes dois filmes, Franco foi indicado ao Globo de Ouro de Melhor Ator em Comédia. Em 127 Hours (2010), viveu o alpinista Aron Ralston, recebendo uma indicação ao Óscar de Melhor Ator. Em 2011, Franco atuou em quatro produções, incluindo o criticado Your Highness e a ficção científica Rise of the Planet of the Apes, um sucesso de público e crítica.
Franco atuou em seis filmes em 2012, dos quais somente Spring Breakers recebeu atenção da crítica especializada. No ano seguinte, Franco interpretou o personagem principal em Oz the Great and Powerful e atuou no filme de ação This Is the End. Em 2013, estrelou e dirigiu o drama As I Lay Dying. No ano seguinte, estrelou o suspense Good People (2014), uma adaptação do romance de Marcus Sakey. No controverso The Interview (2014), interpretou um jornalista encarregado de assassinar um líder norte-coreano. Dos nove filmes em que participou no ano de 2015, a animação francesa Le Petit Prince foi o mais bem-sucedido. Em 2016, voltou a dublar animação em Sausage Party.

## Filmografia

### Cinema
| Ano  | Título                                            | Papel | Papel   | Papel    | Papel      | Papel                 | Ref.   |
| Ano  | Título                                            | Ator  | Diretor | Produtor | Roteirista | Papel                 | Ref.   |
| ---- | ------------------------------------------------- | ----- | ------- | -------- | ---------- | --------------------- | ------ |
| 1999 | Never Been Kissed                                 | Sim   |         |          |            | Jason Way             |        |
| 2000 | If Tomorrow Comes                                 | Sim   |         |          |            | Devin                 | [ 13 ] |
| 2000 | Whatever It Takes                                 | Sim   |         |          |            | Chris Campbell        | [ 14 ] |
| 2001 | Mean People Suck                                  | Sim   |         |          |            | Casey Mitchell        | [ 15 ] |
| 2002 | Sonny                                             | Sim   |         |          |            | Sonny Phillips        | [ 16 ] |
| 2002 | City by the Sea                                   | Sim   |         |          |            | Joey LaMarca          | [ 17 ] |
| 2002 | Spider-Man                                        | Sim   |         |          |            | Harry Osborn          | [ 18 ] |
| 2002 | Deuces Wild                                       | Sim   |         |          |            | Tino Verona           | [ 19 ] |
| 2003 | The Company                                       | Sim   |         |          |            | Josh Williams         | [ 20 ] |
| 2004 | Spider-Man 2                                      | Sim   |         |          |            | Harry Osborn          | [ 21 ] |
| 2005 | The Ape                                           | Sim   | Sim     | Sim      | Sim        | Harry Walker          | [ 20 ] |
| 2005 | The Great Raid                                    | Sim   |         |          |            | Capitão Robert Prince |        |
| 2005 | Fool's Gold                                       | Sim   | Sim     |          | Sim        | Brent                 | [ 22 ] |
| 2006 | Tristan & Isolde                                  | Sim   |         |          |            | Príncipe Tristão      | [ 23 ] |
| 2006 | Annapolis                                         | Sim   |         |          |            | Jake Huard            | [ 24 ] |
| 2006 | The Wicker Man                                    | Sim   |         |          |            | Homem no bar          | [ 25 ] |
| 2006 | Flyboys                                           | Sim   |         |          |            | Blaine Rawlings       | [ 26 ] |
| 2006 | The Dead Girl                                     | Sim   |         |          |            | Derek                 | [ 27 ] |
| 2006 | The Holiday                                       | Sim   |         |          |            | Ele mesmo             | [ 28 ] |
| 2007 | Spider-Man 3                                      | Sim   |         |          |            | Harry Osborn          | [ 29 ] |
| 2007 | Knocked Up                                        | Sim   |         |          |            | Ele mesmo             | [ 30 ] |
| 2007 | In the Valley of Elah                             | Sim   |         |          |            | Sargento Dan Carnelli |        |
| 2007 | Finishing the Game                                | Sim   |         |          |            | Rob Force             | [ 31 ] |
| 2007 | An American Crime                                 | Sim   |         |          |            | Andy                  | [ 32 ] |
| 2007 | Interview                                         | Sim   |         |          |            | Voz no telefone       | [ 33 ] |
| 2007 | Good Time Max                                     | Sim   | Sim     |          | Sim        | Max                   | [ 34 ] |
| 2008 | Camille                                           | Sim   |         |          |            | Silas Parker          | [ 35 ] |
| 2008 | Pineapple Express                                 | Sim   |         |          |            | Saul Silver           | [ 36 ] |
| 2008 | Nights in Rodanthe                                | Sim   |         |          |            | Dr. Mark Flanner      |        |
| 2008 | Milk                                              | Sim   |         |          |            | Scott Smith           | [ 20 ] |
| 2009 | The Feast of Stephen                              |       | Sim     |          | Sim        |                       | [ 37 ] |
| 2010 | Shadows and Lies                                  | Sim   |         |          |            | William Vincent       | [ 38 ] |
| 2010 | Date Night                                        | Sim   |         |          |            | Taste                 | [ 39 ] |
| 2010 | Eat Pray Love                                     | Sim   |         |          |            | David                 | [ 40 ] |
| 2010 | Howl                                              | Sim   |         |          |            | Allen Ginsberg        | [ 41 ] |
| 2010 | Love & Distrust                                   | Sim   |         |          |            | Travis                | [ 42 ] |
| 2010 | 127 Hours                                         | Sim   |         |          |            | Aaron Ralston         | [ 43 ] |
| 2011 | The Green Hornet                                  | Sim   |         |          |            | Danny "Crystal" Clear | [ 44 ] |
| 2011 | Your Highness                                     | Sim   |         |          |            | Príncipe Fabious      | [ 45 ] |
| 2011 | The Broken Tower                                  | Sim   | Sim     | Sim      | Sim        | Hart Crane            | [ 46 ] |
| 2011 | Sal                                               | Sim   | Sim     |          | Sim        | Milton Katselas       | [ 47 ] |
| 2011 | Rise of the Planet of the Apes                    | Sim   |         |          |            | Will Rodman           | [ 48 ] |
| 2012 | My Own Private River                              |       | Sim     |          |            |                       | [ 49 ] |
| 2012 | About Cherry                                      | Sim   |         |          |            | Francis               | [ 50 ] |
| 2012 | The Iceman                                        | Sim   |         |          |            | Marty Freeman         | [ 51 ] |
| 2012 | Spring Breakers                                   | Sim   |         |          |            | Alien                 | [ 52 ] |
| 2012 | The Color of Time (aka Tar)                       | Sim   |         |          |            | C. K. Williams        | [ 53 ] |
| 2012 | Maladies                                          | Sim   |         |          |            | James                 | [ 54 ] |
| 2012 | The Letter                                        | Sim   |         |          |            | Tyrone                | [ 55 ] |
| 2013 | Interior. Leather Bar.                            | Sim   | Sim     | Sim      |            | Ele mesmo             | [ 56 ] |
| 2013 | Oz the Great and Powerful                         | Sim   |         |          |            | Oscar Diggs           |        |
| 2013 | This is the End                                   | Sim   |         |          |            | James Franco          |        |
| 2013 | Lovelace                                          | Sim   |         |          |            | Hugh Hefner           |        |
| 2013 | As I Lay Dying                                    | Sim   |         |          |            | Darl Bundren          |        |
| 2013 | Child of God                                      | Sim   |         |          |            | Jerry                 |        |
| 2013 | Palo Alto                                         | Sim   |         |          |            | Sr. B                 |        |
| 2013 | Third Person                                      | Sim   |         |          |            | Rick                  |        |
| 2013 | Homefront                                         | Sim   |         |          |            | Gator                 |        |
| 2013 | Kink                                              |       |         | Sim      |            |                       |        |
| 2014 | Veronica Mars                                     | Sim   |         |          |            | Ele mesmo             |        |
| 2014 | Dawn of the Planet of the Apes                    | Sim   |         |          |            | Will Rodman           |        |
| 2014 | Good People                                       | Sim   |         |          |            | Tom Wright            |        |
| 2014 | The Sound and the Fury                            | Sim   |         |          |            | Benjy Compson         |        |
| 2014 | The Interview                                     | Sim   |         |          |            | Dave Skylark          |        |
| 2015 | Don Quixote: The Ingenious Gentleman of La Mancha | Sim   |         |          |            | Pasamonte             |        |
| 2015 | True Story                                        | Sim   |         |          |            | Christian Longo       |        |
| 2015 | Yosemite                                          | Sim   |         |          |            | Phil                  |        |
| 2015 | I Am Michael                                      | Sim   |         |          |            | Michael Glatze        |        |
| 2015 | Queen of the Desert                               | Sim   |         |          |            | Henry Cadogan         |        |
| 2015 | Every Thing Will Be Fine                          | Sim   |         |          |            | Tomas                 |        |
| 2015 | Wild Horses                                       | Sim   |         |          |            | Ben Briggs            |        |
| 2015 | The Adderall Diaries                              | Sim   |         |          |            | Stephen Elliott       |        |
| 2015 | Le Petit Prince                                   | Sim   |         |          |            | A Raposa (voz)        |        |
| 2015 | Memoria                                           | Sim   |         |          |            | Sr. Wyckoff           |        |
| 2015 | The Night Before                                  | Sim   |         |          |            | James                 |        |